# Distrito de Lichfield
Lichfield es un distrito no metropolitano del condado de Staffordshire (Inglaterra). Tiene una superficie de 331,3 km². Según el censo de 2001, Lichfield estaba habitado por 93 232 personas y su densidad de población era de 281,41 hab/km².